# Doris Hart
Doris Hart (San Luis, Misuri, Estados Unidos, 20 de junio de 1925 - Coral Gables, Florida, Estados Unidos, 29 de mayo de 2015) fue una tenista campeona en individuales, dobles y dobles mixtos. Su historia está recogida en el Salón Internacional de la Fama del Tenis.

## Biografía

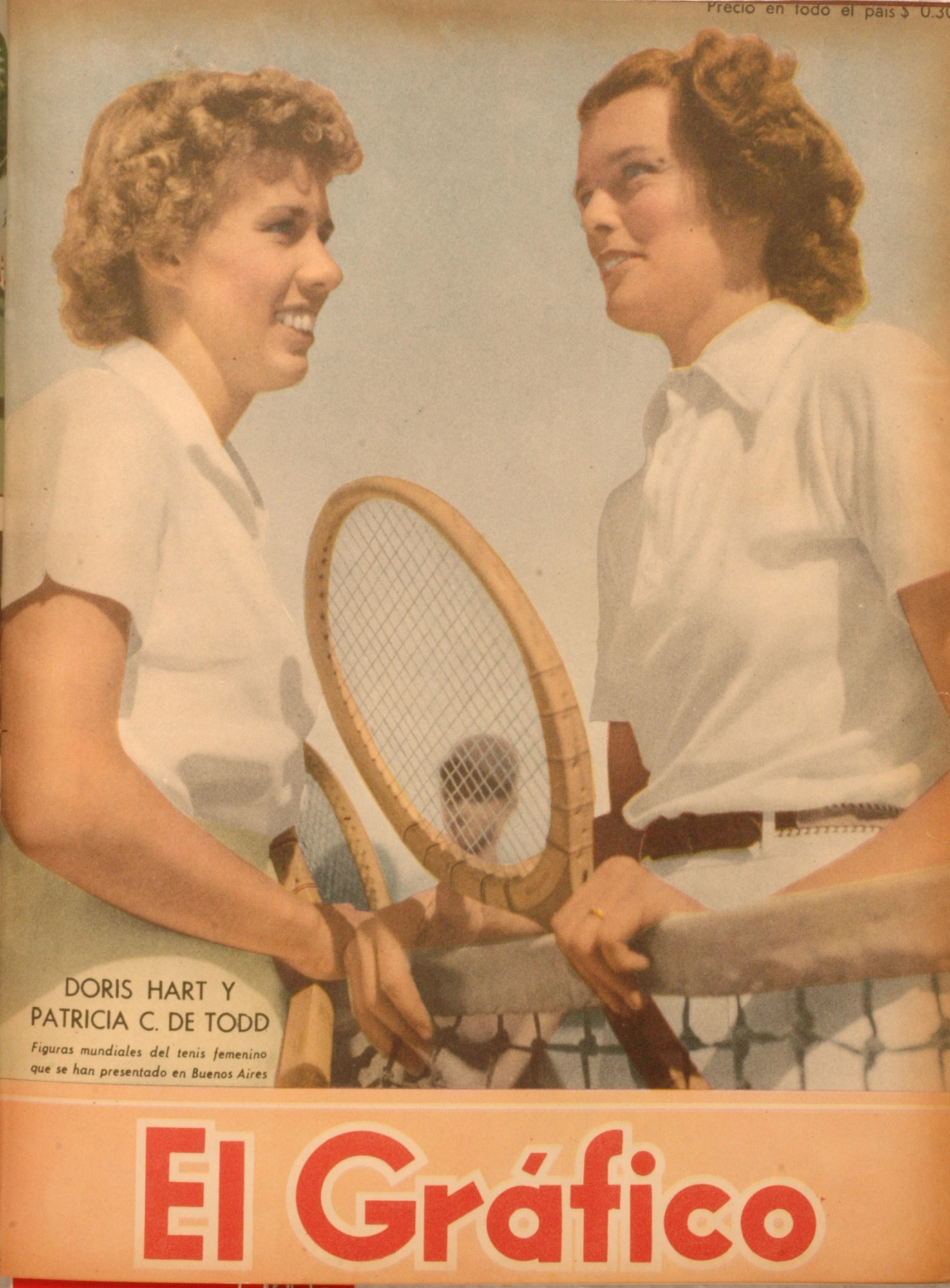
Doris Hart y Patricia C. De Tood en 1947.

Siendo una niña, sufrió de una enfermedad, osteomielitis,  que provocó una disparidad en la longitud de sus piernas. Hart sufrió una infección cuando niña, tan seria que los médicos consideraron la amputación de su pierna derecha. Se inició jugando tenis a los 6 años empujada por su hermano Bud. Ganaría 35 títulos profesionales.
El primer título de Grand Slam que ganó Hart en individuales fue en 1949 el Abierto de Australia. También ganó, en individuales, el torneo de Roland Garros en 1950 y 1952, Wimbledon en 1951 y el Abierto de Estados Unidos en 1954 y 1955. En 1951, venció a su pareja de doble, Shirley Fry, en la final de Wimbledon.
Tuvo gran éxito en dobles, ganando la final de dobles femenino de Wimbledon en 1947, 1951 a 1953; Roland Garros en 1948 y de 1950 a 1953; el Abierto de Estados Unidos de 1951 a 1954 y el Abierto de Australia en 1950. Hart ganó la mayoría de dichos Torneos haciendo pareja con Shirley Fry.
En dobles mixtos, Hart ganó Wimbledon desde 1951 hasta 1956 y los campeonatos de Estados Unidos desde 1951 hasta 1955, consiguiendo un total de 34 títulos de Grand Slam.
Hart es una de tres jugadoras, todas mujeres, que ha conseguido todos los títulos posibles en torneos de Grand Slam (individuales, dobles, dobles mixtos) de los cuatro torneos de Grand Slam. Las otras son Margaret Smith Court y Martina Navratilova.
Hart falleció el 29 de mayo de 2015 a los 89 años, en la localidad estadounidense de Coral Gables, Florida.

## Récords en Grand Slam
- Abierto de Australia
  - Campeona Individuales: 1949
  - Finalista Individuales: 1950
  - Campeona Dobles Femenino: 1950
  - Finalista Dobles Femenino: 1949
  - Campeona Dobles Mixtos (2): 1949, 1950

- Roland Garros
  - Campeona Individuales (2): 1950, 1952
  - Finalista Individuales (3): 1947, 1951, 1953
  - Campeona Dobles Femenino (5): 1948, 1950, 1951, 1952, 1953
  - Finalista Dobles Femenino (2): 1946, 1947
  - Campeona Dobles Mixto (3): 1951, 1952, 1953
  - Finalista Dobles Mixto: 1948

- Wimbledon
  - Campeona Individuales: 1951
  - Finalista Individuales (3): 1947, 1948, 1953
  - Campeona Dobles Femenino (4): 1947, 1951, 1952, 1953
  - Finalista Dobles Femenino (4): 1946, 1948, 1950, 1954
  - Campeona Dobles Mixtos (5): 1951, 1952, 1953, 1954, 1955
  - Finalista Dobles Mixtos: 1948

- US Open
  - Campeona de Individuales (2): 1954, 1955
  - Finalista Individuales (5): 1946, 1949, 1950, 1952, 1953
  - Campeona Dobles Mujeres (4): 1951, 1952, 1953, 1954
  - Finalista Dobles Mujeres (9): 1942, 1943, 1944, 1945, 1947, 1948, 1949, 1950, 1955
  - Campeona Dobles Mujeres (5): 1951, 1952, 1953, 1954, 1955
  - Finalista Dobles Mujeres (2): 1945, 1950

## Finales Individuales de Grand Slam

### Ganados (6)
| Año  | Campeonato           | Oponente en la Final | Marcador en la Final |
| 1949 | Abierto de Australia | Nancye Wynne Bolton  | 6–3, 6–4             |
| 1950 | Roland Garros        | Pat Canning Todd     | 6–4, 4–6, 6–2        |
| 1951 | Wimbledon            | Shirley Fry Irvin    | 6–1, 6–0             |
| 1952 | Roland Garros(2)     | Shirley Fry Irvin    | 6–4, 6–4             |
| 1954 | US Open              | Louise Brough Clapp  | 6–8, 6–1, 8–6        |
| 1955 | US Open(2)           | Patricia Ward        | 6–4, 6–2             |

### Finalista (12)
| Año  | Campeonato           | Oponente en la Final     | Marcador en la Final |
| 1946 | US Open              | Pauline Betz Addie       | 11-9, 6–3            |
| 1947 | Roland Garros        | Pat Canning Todd         | 6–3, 3–6, 6–4        |
| 1947 | Wimbledon            | Margaret Osborne duPont  | 6–2, 6–4             |
| 1948 | Wimbledon            | Louise Brough Clapp      | 6–3, 8–6             |
| 1949 | U.S. Open            | Margaret Osborne duPont  | 6–3, 6–1             |
| 1950 | Abierto de Australia | Louise Brough Clapp      | 6–4, 3–6, 6–4        |
| 1950 | U.S. Open            | Margaret Osborne duPont  | 6–4, 6–3             |
| 1951 | Roland Garros        | Shirley Fry Irvin        | 6–3, 3–6, 6–3        |
| 1952 | U.S. Open            | Maureen Connolly Brinker | 6–3, 7–5             |
| 1953 | Roland Garros        | Maureen Connolly Brinker | 6–2, 6–4             |
| 1953 | Wimbledon            | Maureen Connolly Brinker | 8–6, 7–5             |
| 1953 | U.S. Open            | Maureen Connolly Brinker | 6–2, 6–4             |

## Línea de Tiempo en Individuales en Grand Slam
| Torneo               | 1940  | 1941  | 1942  | 1943  | 1944  | 1945  | 1946  | 1947  | 1948  | 1949  | 1950  | 1951  | 1952  | 1953  | 1954  | 1955  | Récord en Individuales |
| -------------------- | ----- | ----- | ----- | ----- | ----- | ----- | ----- | ----- | ----- | ----- | ----- | ----- | ----- | ----- | ----- | ----- | ---------------------- |
| Abierto de Australia | A     | NP    | NP    | NP    | NP    | NP    | A     | A     | A     | G     | F     | A     | A     | A     | A     | A     | 1 / 2                  |
| Roland Garros        | NP    | R     | R     | R     | R     | A     | QF    | F     | SF    | A     | G     | F     | G     | F     | A     | A     | 2 / 7                  |
| Wimbledon            | NP    | NP    | NP    | NP    | NP    | NP    | QF    | F     | F     | A     | SF    | G     | QF    | F     | SF    | SF    | 1 / 9                  |
| US Open              | 2R    | 1R    | QF    | SF    | QF    | SF    | F     | SF    | QF    | F     | F     | SF    | F     | F     | G     | G     | 2 / 16                 |
| Récord               | 0 / 1 | 0 / 1 | 0 / 1 | 0 / 1 | 0 / 1 | 0 / 1 | 0 / 3 | 0 / 3 | 0 / 3 | 1 / 2 | 1 / 4 | 1 / 3 | 1 / 3 | 0 / 3 | 1 / 2 | 1 / 2 | 6 / 34                 |

NP = No se llevó a cabo el torneo.
R = Torneo restringido a franceses debido a la ocupación alemana.
A = No participó en el torneo.